# Liste der Monuments historiques in Saint-Denis-en-Bugey
Die Liste der Monuments historiques in Saint-Denis-en-Bugey führt die Monuments historiques in der französischen Gemeinde Saint-Denis-en-Bugey auf.

## Liste der Bauwerke
| Bezeichnung | Beschreibung              | Standort | Kennzeichnung | Schutzstatus | Datum | Bild           |
| ----------- | ------------------------- | -------- | ------------- | ------------ | ----- | -------------- |
| Burg        | Erbaut im 13. Jahrhundert | (Lage)   | PA00116547    | Classé       | 1899  | weitere Bilder |